# Auctorum
Auctorum (abreviado auct. o auctt.) es un término utilizado en zoología y en botánica para indicar que un nombre se está empleando con el sentido establecido por autores diferentes al original. A menudo se usa conjuntamente con nec o no para indicar la aplicación incorrecta de un nombre.
Puede usarse para indicar el número de autores. Por ejemplo, auctorum multorum (abreviado auct. mult.), que en latín significa de muchos autores, indica que muchos autores subsiguientes utilizaron el nombre en un sentido diferente al autor original.

## Ejemplos
Flora Europaea indica "C. libanotis auct. mult., non L." como sinónimo de Cistus clusii, indicando con ello que varios autores emplearon erróneamente el nombre Cistus libanotis para la especie Cistus clusii utilizando este nombre de manera diferente al autor original, Carlos Linneo.